# Edicions 62

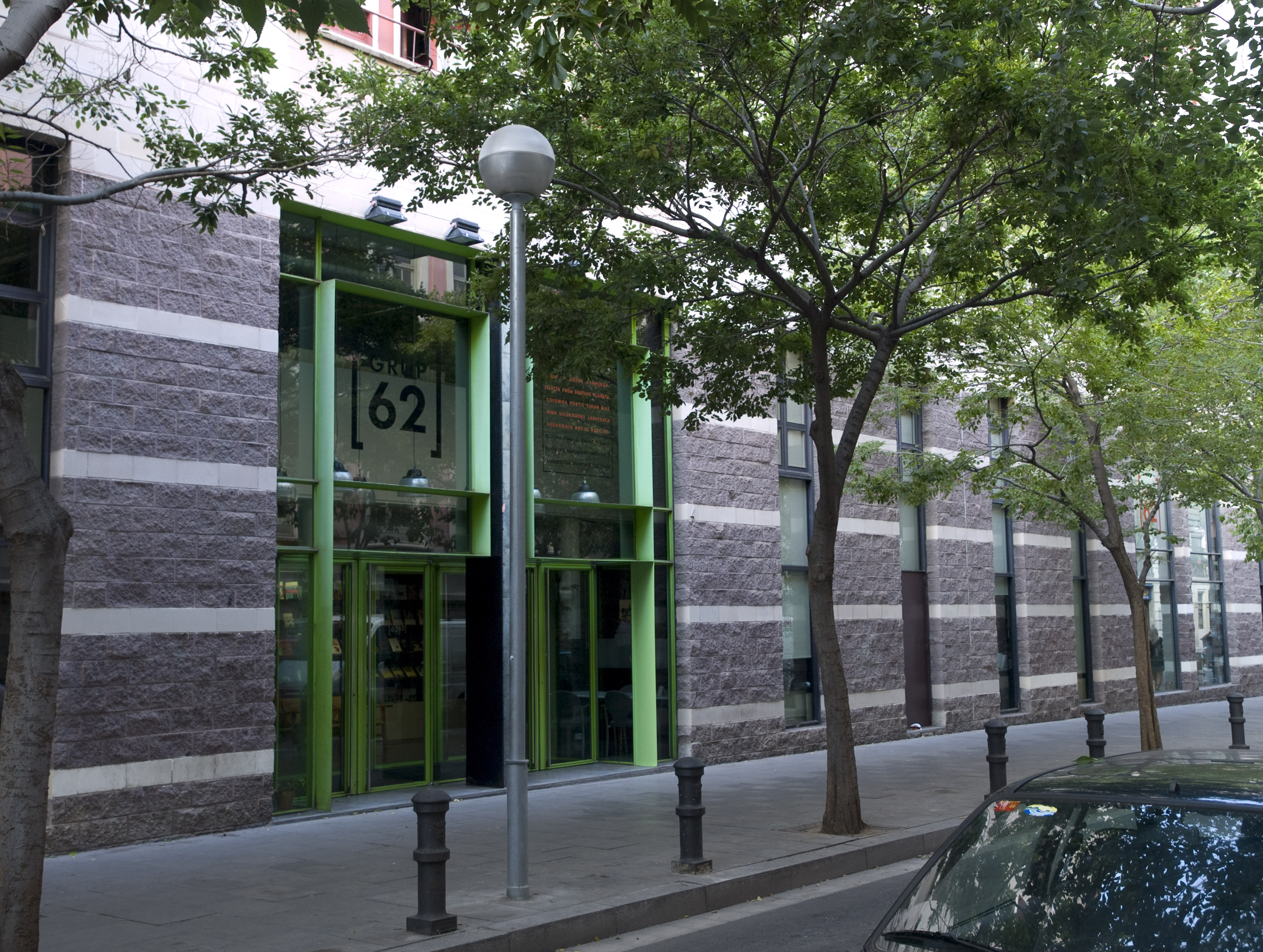
Siège d'Edicions 62, à Barcelone

Edicions 62 est une maison d'édition fondée par Max Cahner en 1961 à Barcelone et spécialisée dans la publication d'ouvrages en langue catalane.
Il s'agit du principal éditeur catalan fondé durant le franquisme. Le premier ouvrage publié fut Nosaltres, els valencians de Joan Fuster. Il a diffusé au total près de 40 000 000 de livres, sa collection la plus populaire étant Les millors obres de la Literatura Catalana (« Les meilleures œuvres de la littérature catalane »).